# Pachygoneae
Pachygoneae es una tribu botánica de plantas de flores perteneciente a la familia Menispermaceae. Tiene los siguientes géneros:

## Géneros
- Albertisia Becc., 1877. África tropical y subtropical,
- Anisocycla Baill., 1887. África tropical, Madagascar.
- Beirnaertia Louis ex Troupin, 1949. Angola, Congo.
- Macrococculus Becc., 1877. Nueva Guinea.
- Carronia F.Muell., 1875. Australia, Nueva Guinea.
- Chondrodendron Ruiz & Pav., 1794. De Panamá a Brasil y Bolivia.
- Cionomene Krukoff, 1979. Brasil.
- Curarea Barneby & Krukoff, 1971. América tropical.
- Eleutharrhena Forman, 1975. China, India.
- Haematocarpus Miers, 1864. Sur y sudeste de Asia.
- Hyperbaena Miers ex Benth., 1861, nom. cons. América central y meridional.
- Pachygone Miers, 1851. Este y sudeste de Asia hasta Australia, Polinesia.
- Penianthus Miers, 1867. África occidental y central.
- Pleogyne Miers, 1851. Australia.
- Pycnarrhena Miers ex Hook.f. & Thomson, 1855. Sur y sudeste de Asia hasta Australia.
- Sciadotenia Miers, 1851. América tropical.
- Spirospermum Thouars, 1806. Madagascar.
- Synclisia Benth. en Benth. & Hook.f., 1862. África central.
- Syrrheonema Miers, 1864. África central y occidental ecuatoriales.
- Triclisia Benth. in Benth. & Hook.f., 1862. África tropical.

- Datos: Q6056760
- Especies: Pachygoneae